# Фталати
Фталати або фталатні естери, є складними ефірами ангідриду фталевої кислоти. Вони в основному використовуються як пластифікатори, тобто речовини, що додаються до пластмас для підвищення їх гнучкості, прозорості, витривалості та довговічності. Вони використовуються в основному для пом'якшення полівінілхлориду (ПВХ).
Розрізняють дві групи фталатів: з низькою (3-6 атомів вуглецю в молекулі) і високою (більш 6) молекулярною масою. Фталати з низькою молекулярною масою поступово замінюються у багатьох продуктах у США, Канаді та Європейському Союзі через шкідливий вплив на здоров'я.
Фталат, біс(2-етилгексил) фталат (DEHP), який використовується в медичних трубках, катетерах і пакетах для крові, може зашкодити статевому розвитку немовлят чоловічої статі.
У 2010 році на ринку все ще домінували фталатні пластифікатори; однак, через законодавчі положення та зростаючу екологічну свідомість, виробники все частіше змушені використовувати нефталатні пластифікатори.
Цей перехід до пластифікаторів, що не містять фталатів, перешкодив виробникам використовувати вторинну перероблену пластмасу, оскільки перероблений пластик містив би фталати. Таким чином, виробники перейшли до використання у своїх виробах лише первинного пластику.

## Історія
Розвиток виробництва нітроцелюлозних пластмас в 1846 р. призвів до патентування касторової олії в 1856 р. в якості першого пластифікатора. У 1870 р. Камфора стала найулюбленішим пластифікатором нітрату целюлози. Вперше фталати були введені в 1920-х роках і швидко замінили летючу і пахучу камфору. У 1931 році комерційна доступність полівінілхлориду (ПВХ) та розробка ди-(2-етилгексил) фталату (DEHP) започаткували бум промисловості пластифікаторів ПВХ.